# Flugplatz Ambrì

i7
i11
i13

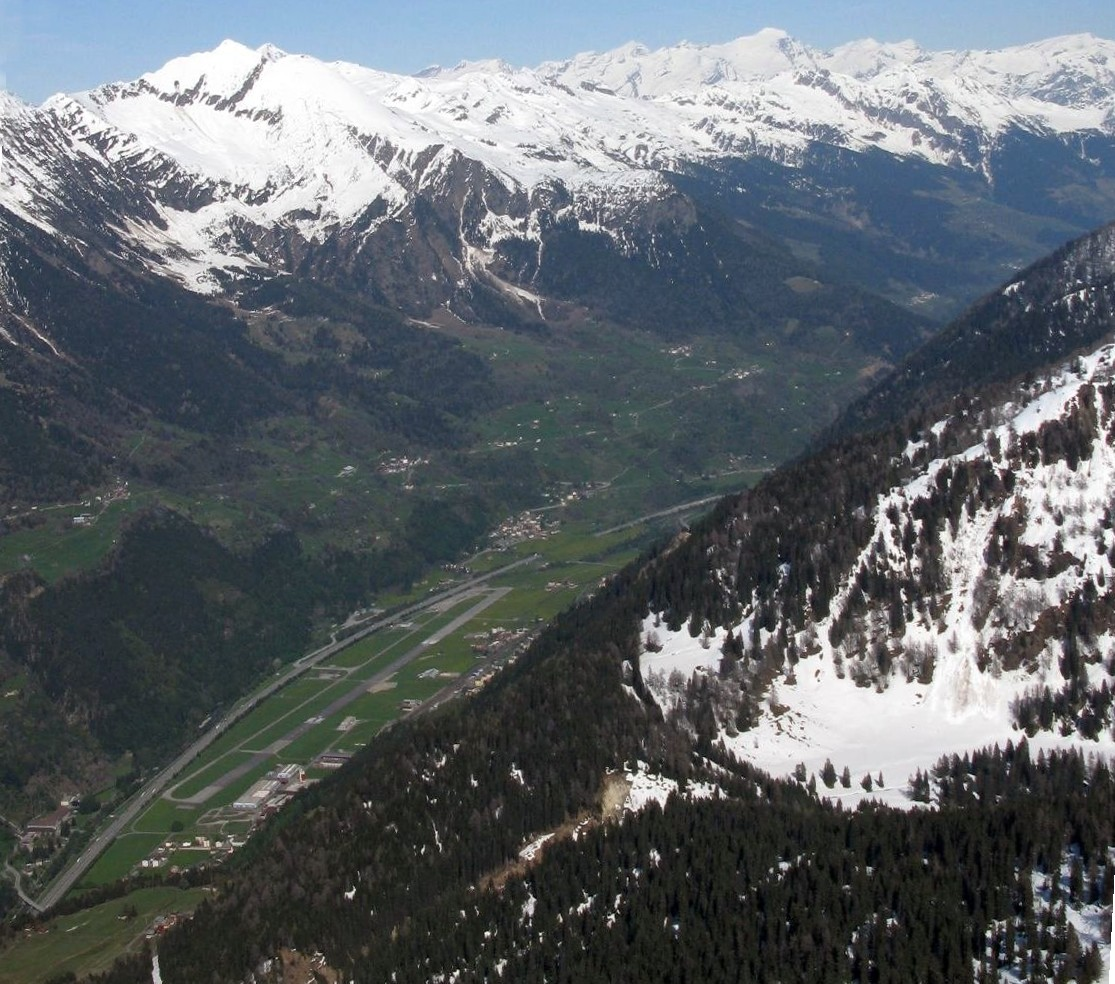
Blick in das Tal mit dem Flugplatz Ambrì

Der Flugplatz Ambrì (ICAO-Code: LSPM) ist ein Schweizer Flugplatz, welcher von der Armee gebaut wurde und nach dem Ende von deren Nutzung der Allgemeinen Luftfahrt dient. Er befindet sich in der Nähe von Ambrì in der politischen Gemeinde Quinto TI. Der Flugplatz bedient die umliegende Region und beheimatet auch eine Gleitschirmflugschule sowie eine Helikopterbasis.

## Umgebung
Der Flugplatz befindet sich auf dem Talboden der Leventina, einem Tal mit steilen Flanken. Nördlich des Flugplatzes verlaufen die Autobahn A2 und der Tessin, im Süden befindet sich die Gotthardbahnstrecke und die Dörfer Ambrì und Piotta.

## Geschichte
Der Flugplatz Ambrì wurde während des Zweiten Weltkrieges als Basis der Schweizer Luftwaffe erstellt. Die 8. Staffel war in Ambrì beheimatet. EKW C-35, Messerschmitt Bf 109, de Havilland DH.100 Vampire, de Havilland DH.112 Venom und Hawker Hunter waren dort stationiert, respektive führten nach dem Krieg ihre Wiederholungskurse auf ihrem Kriegsflugplatz durch. Die meiste Zeit des Jahres fand somit in Ambri kein Flugbetrieb statt.
Die den Flugplatz umgebenden Bergflanken beinhalten eine Flugzeugkaverne, wo Flugzeuge und Truppen untergebracht waren. Die Flugzeugkaverne konnte über Rollfelder erreicht werden, welche unter der A2 durchführten und den Hauptfluss überquerten, um im Berg zu enden.
Im Jahr 1994 wurde der Luftstützpunkt geschlossen. Seither wird der Flughafen zivil genutzt. Die Flugzeugkaverne existiert noch heute; ist jedoch leer.
In den Wintermonaten wird die Landebahn als Parkplatz für die Besucher der Gottardo Arena genutzt, die einem Eishockeyspiel des HC Ambrì-Piotta beiwohnen.